# سيلينة رينوارت
سيلينة رينوارت (باللاتينية: Silene reuteriana) نوع نباتي يتبع جنس السيلينة من الفصيلة القرنفلية. سميت نسبة إلى عالم النبات رينوارت.

## الموئل والانتشار
موطنها بلاد الشام.